# Narail S.
Narail S. är ett underdistrikt i Bangladesh. Det ligger i den centrala delen av landet, 110 km sydväst om huvudstaden Dhaka.
Trakten runt Narail S. består till största delen av jordbruksmark. Runt Narail S. är det tätbefolkat, med 881 invånare per kvadratkilometer.